# ユディット・ポルガー
ポルガール・ユディト、ユディット・ポルガー（Polgár Judit, Judit Polgar, 1976年7月23日 - ）は、ハンガリーのチェス選手である。歴史上最強の女性チェス選手であり、世界ランキングの最高位は8位（2004年1月、7月、2005年4月、7月、10月）、女子限定のランキングでは2000年7月以降今日まで、リストに載った際はすべて1位を保持。FIDEレーティングの最高値は2735（2005年7月、10月）。また、幼少期からのエスペラント話者としても知られる。
1991年に15歳と4ヵ月でのグランドマスター（GM）となり、1958年のボビー・フィッシャーの記録を破った。
ユディットは、姉ジョーフィア（Zsófia）、ジュジャ（Zsuzsa、女性の世界チャンピオンであり、世界で第2の女性選手である）の3姉妹の3女として生まれ、幼少からユダヤ人の父親からチェスの訓練を受けた。この時の逸話やインタビューが『ザ・ポルガー・バリアント』というドキュメンタリー映画に収められている。
ポルガーは前世界チャンピオン、ガルリ・カスパロフを含むほとんどすべての世界のトップ選手を破ったことがある。2003年4月には、FIDEレーティングリストで、2715のElo評価に達し、世界のトップ10にこれまでに入る最初の女性となった。
2004年には、ポルガーは彼女の息子（オリバー）を生むためにしばらくチェスから遠ざかり、2005年1月のFIDEレーティングリストには載らなかった。
2005年1月にCorusチェス・トーナメントでチェスに復帰し、好成績を残した。2005年7月のFIDEレーティングリストにおいて世界ランク第8位に達し、8人の総当たり選による世界チャンピオンシップを戦う最初の女性となった。